# جيمس هنتر
جيمس هنتر (بالإنجليزية: James Hunter)‏ هو محاسب وسياسي أسترالي، ولد في 4 يوليو 1882 في المملكة المتحدة، وتوفي في 27 أكتوبر 1968 في أستراليا. حزبياً، نشط في الحزب الوطني الأسترالي. وقد انتخب عضو مجلس النواب الأسترالي عن دائرة Division of Maranoa ‏ (30 يوليو 1921 – 27 أغسطس 1940).